# Amlú
El amlú (en árabe: أملو‎, en lenguas bereberes: ⴰⵎⵍⵓ) es una crema dulce de almendras molidas y mezcladas con aceite de argán y miel, típico del sur de Marruecos. A veces puede incluir cacao, asemejándose a una crema de chocolate grumosa. Se sirve como desayuno o con el té de la tarde acompañado de pasteles.
El amlú es una de las recetas que tradicionalmente hacen los shilha y otras tribus del Valle de Sus. En esta zona, el aceite de argán suele desempeñar el papel culinario que en otras zonas magrebíes y mediterráneas desempeña el aceite de oliva.